# Монитор (космический аппарат)
Монитор — серия малых космических аппаратов дистанционного зондирования Земли созданная в ГКНПЦ им. М. В. Хруничева на базе унифицированной космической платформы «Яхта». Предполагалось что серия будет состоять из спутников «Монитор-Э», «Монитор-И», «Монитор-С», «Монитор-О» оснащенных различной оптико-электронной аппаратурой и «Монитор-Р» оснащенного радиолокационными системами". На настоящий момент в федеральной космической программе спутники серии «Монитор» отсутствуют.

## Монитор-Э
Первый из спутников серии — Монитор-Э (экспериментальный) предназначен для отработки новой целевой аппаратуры и служебных систем платформы «Яхта». На спутнике весом 750 кг установлены две камеры с разрешением 8 м в панхроматическом режиме (один канал) и 20 м в многоканальном режиме (3 канала). Снимки «Монитора-Э» будут покрывать территорию размерами 90 на 90 км и 160 на 160 км. Объём бортовой памяти 50 гигабайт (2×25). Спутник разработан в негерметичном исполнении, по модульному принципу, что позволяет при необходимости расширять возможности КА за счет дополнительной аппаратуры. Целевая аппаратура способна обеспечить передачу информации в масштабе времени, близком к реальному. Спутник оснащен электрореактивной двигательной установкой (ЭРДУ), в качестве рабочего тела ЭРДУ используется ксенон. Предполагаемый срок активного существования аппарата составляет 5 лет.
«Монитор-Э» был запущен 26 августа 2005 года с космодрома Плесецк с использованием ракеты-носителя Рокот. Спутник был выведен на солнечно-синхронную орбиту высотой 550 км. После выхода на орбиту связь с аппаратом установить не удалось из-за отказа наземного оборудования радиолинии управления бортовой аппаратурой. Удалось наладить связь со спутником только через сутки. Однако уже 18 октября на аппарате возникли серьёзные проблемы, связанные с его управлением, после чего он вошел в неориентированный режим. Это произошло из-за временного отказа одного из каналов гироскопического измерителя вектора угловой скорости (ГИВУС). Вскоре эту проблему удалось решить и уже 23 ноября 2005 года была проведена проверка работоспособности радиолиний передачи изображений с борта КА. 26 ноября 2005 года были получены первые изображения земной поверхности с камеры разрешением 20 метров, а 30 ноября была опробована камера разрешением 8 метров. Таким образом, можно утверждать, что работа космического аппарата «Монитор-Э» полностью восстановлена.
В 2011 году эксплуатация КА приостановлена.